# Madise (Padise)
Madise – wieś w Estonii, w prowincji Harju, w gminie Padise.